# Левине, Евгений
Евге́ний Левине (нем. Eugen Leviné, 23 мая 1883, Санкт-Петербург — 6 июня 1919, Мюнхен) — немецкий коммунист, лидер Баварской Советской республики.

## Биография
Родился в Петербурге в семье торговца-еврея Юлиуса Левине и Розалии Гольдберг. После ранней смерти отца, в возрасте 3 лет перевезён матерью в Германию, в Висбаден, Манхайм.
Изучал право в Хайдельберге. Во время учёбы познакомился с русскими эмигрантами и в 1905 году участвовал в революционных событиях в России, в рядах партии эсеров.
В 1915 году женился на Розе Бройдо.
С 1917 года вёл деятельность профессионального революционера в Германии.
Левине возглавлял с 14 по 27 апреля 1919 года правительство Баварской советской республики. После ее подавления фрайкоровцами был расстрелян 6 июня 1919 года. Согласно легенде, последними словами Левине перед расстрелом стал возглас «За мировую революцию!».
В своём интервью «Новому левому обозрению», Дьёрдь Лукач поставил Евгения Левине в один ряд с Че Геварой и Отто Корвиным.

## Цитаты
Известным стало его высказывание: «Wir Kommunisten sind alle Tote auf Urlaub, dessen bin ich mir bewußt. Ich weiß nicht, ob Sie mir meinen Urlaubsschein noch verlängern werden, oder ob ich einrücken muß zu Karl Liebknecht und Rosa Luxemburg» — «Мы, коммунисты, все покойники в отпуске, и я это осознаю. Я не знаю, продлится ли еще мой отпускной, или мне уже пора отправиться к Карлу Либкнехту и Розе Люксембург».

## В литературе
- М. Л. Слонимский. «Повесть о Левинэ».